# Västra Skrukeby socken
Västra Skrukeby socken i Östergötland ingick i Göstrings härad, införlivades 1890 i Högby socken och området ligger sedan 1971 i Mjölby kommun i Östergötlands län, från 2016 inom Högby distrikt.
Västra Skrukeby kyrka revs 1876, sedan nya Högby kyrka invigts 1 september 1872. Kyrkogården, som ligger väster om den forna kyrkbyn, Skrukeby, har kvar några gravstenar.

## Administrativ historik
Västra Skurkeby socken har medeltida ursprung med namnet Skrukeby socken. Senast från mitten av 1700-talet har det nuvarande namnet varit det använda.
Vid kommunreformen 1862 övergick socknens ansvar för de kyrkliga frågorna till Västra Skrukeby församling och för de borgerliga frågorna till Västra Skrukeby landskommun.  Landskommunen införlivades 1880 i Högby landskommun och församlingen och socknen 1890 i Högby församling respektive Högby socken. Området ligger sedan 1971 i Mjölby kommun.  Församlingens område ligger sedan 2006 i Mjölby församling.
1 januari 2016 inrättades distriktet Högby, med samma omfattning som Högby församling hade 1999/2000, och vari detta sockenområde ingår.
Socknen har tillhört samma fögderier och domsagor som Göstrings härad. De indelta soldaterna tillhörde Första livgrenadjärregementet, Ombergs kompani och Andra livgrenadjärregementet, Skänninge kompani.

## Geografi
Västra Skrukeby socken låg strax västnordväst om Mjölby. 

## Gårdar
| Gård             | Mantal |
| ---------------- | ------ |
| Gullringstorp    | 1      |
| Lilla Gullstigen | 1/4    |
| Hulje            | 5      |
| Lockarp          | 1/8    |
| Skrukeby         | 9      |
| Sjögarp          | 1/8    |
| Vammelby         | 4      |
| Viringe          | 1/2    |

## Befolkningsutveckling
| Befolkningsutvecklingen i Västra Skrukeby socken 1750–1850                                               | Befolkningsutvecklingen i Västra Skrukeby socken 1750–1850 | Befolkningsutvecklingen i Västra Skrukeby socken 1750–1850 | Befolkningsutvecklingen i Västra Skrukeby socken 1750–1850 | Befolkningsutvecklingen i Västra Skrukeby socken 1750–1850 |
| --- | ---------------------------------------------------------- | ---------------------------------------------------------- | ---------------------------------------------------------- | ---------------------------------------------------------- |
| |                                                            |                                                            |                                                            |                                                            |
| År |                                                            |                                                            | Folkmängd                                                  |                                                            |
| 1750 | 1750                                                       |                                                            | 316                                                        |                                                            |
| 1760 | 1760                                                       |                                                            | 312                                                        |                                                            |
| 1769 | 1769                                                       |                                                            | 317                                                        |                                                            |
| 1810 | 1810                                                       |                                                            | 390                                                        |                                                            |
| 1820 | 1820                                                       |                                                            | 405                                                        |                                                            |
| 1830 | 1830                                                       |                                                            | 430                                                        |                                                            |
| 1840 | 1840                                                       |                                                            | 467                                                        |                                                            |
| 1850 | 1850                                                       |                                                            | 524                                                        |                                                            |
| Anm: Källor: Umeå universitet - Tabellverket 1749-1859, Demografiska databasen, CEDAR, Umeå universitet. |                                                            |                                                            |                                                            |                                                            |

### Fotnoter
1. ↑  Harlén, Hans; Harlén Eivy (2003). Sverige från A till Ö: geografisk-historisk uppslagsbok. Stockholm: Kommentus. Libris 9337075. ISBN 91-7345-139-8
2. ↑  ”Församlingar”. Statistiska centralbyrån. https://www.scb.se/hitta-statistik/regional-statistik-och-kartor/regionala-indelningar/forsamlingar/. Läst 30 december 2022.
3. ↑  Skrukeby&Typ=Alla&DatumFran=&DatumTill= Administrativ historik för Västra Skrukeby socken (Klicka på församlingsposten). Källa: Nationella arkivdatabasen, Riksarkivet.
4. ↑  Grill, Claes Lorentz. Statistiskt sammandrag af Svenska indelningsverket (1855-1857), CD 1.0, RA/SVAR, 2005-12-28